# Radiuskopf-Subluxation
Eine Radiusköpfchen-Subluxation (auch Chassaignac-Lähmung oder Pronatio dolorosa; lateinisch: Subluxatio capituli radii bzw. Subluxatio radii perianularis; englisch: Nursemaid’s elbow oder Pulled elbow – deutsch: Kindermädchen-Ellenbogen oder Sonntagsarm; französisch: Pronation douloureuse) ist eine bei Kleinkindern bis höchstens fünf Jahren häufig vorkommende Pronationsblockade, die oft auch als Teilausrenkung (Subluxation) des Speichenköpfchens bezeichnet wird.
Sie entsteht durch starken, unvorbereiteten und plötzlichen Zug am voll gestreckten und pronierten (innengedrehten) Unterarm bzw. Hand. Die häufigste Situation ist, das schreiende, sich wehrende Kind an der Hand vom Boden hochzuziehen. Es kann aber auch ausgelöst werden, wenn sich das Kind mit einer oder beiden Händen festhält und es kräftig weggezogen wird, oder es an beiden Händen gehalten schnell im Kreis gedreht wird. Kinderärzte warnen daher vor dem „Engelchen flieg“-Spiel, auch wenn es nur in der Pronationsstellung des Unterarms zur Subluxation kommen kann. Ebenso wurde es beim Judo beschrieben, selten durch direkte Traumen.
Die Erkrankung ist nicht zu verwechseln mit der Kongenitalen Radiusköpfchenluxation.

## Pathomechanismus
Die genaue Ursache ist nicht bekannt, allgemein wird vermutet, dass dabei das Speichenköpfchen teilweise nach vorn und distal aus seinem haltenden Ringband (Ligamentum anulare radii) hervor rutscht, und dass es dann bei Nachlassen des Zuges zwischen dem Radiusköpfchen und dem Capitulum humeri eingeklemmt wird. Das Ereignis selbst ist stark schmerzhaft, anschließend bestehen in der Regel nur geringe oder keine Schmerzen mehr, wenn nicht am Arm bewegt oder gezogen wird. Das Kind hält den Unterarm in Schonhaltung in Einwärtsdrehung (Pronation) und leichter Beugung, so dass der Arm wie gelähmt wirkt (Pseudoparese), daher auch der Name Chassaignac-Lähmung. Gelegentlich kann bei der Subluxation ein Klicken gehört oder gespürt werden.

## Erstbeschreibung
Die Erstbeschreibung erfolgte 1671 durch den französischen Chirurgen D. Fournier. Ein Symptom der Radiusköpfchen-Subluxation (die Chassaignac-Lähmung) und das Repositionsmaneuver (Chassaignac-Handgriff) sind nach dem französischen Chirurgen Charles Marie Édouard Chassaignac (1805–1879) benannt.

## Häufigkeit
Die Radiusköpfchen-Subluxation ist eine der häufigsten Verletzungen bei Kindern unter 4 Jahren. Sie tritt meist bei Kindern zwischen 1 und 4 Jahren auf, bei Kindern über 5 Jahren existiert sie praktisch nicht mehr. Dies wird damit erklärt, dass das Ringband (Lig. anulareradii) kräftiger ist und distal fester am Radiushals verankert ist. Das Ringband sorgt dafür, dass die Bewegung im Humerus-Radius-Gelenk (eig. ein Kugelgelenk) eingeschränkt wird (indem es Ulna und Radius stark aneinander bindet).

## Diagnose
Die Diagnose erfolgt auf Grundlage der geschilderten Beschwerden sowie des Verletzungshergangs. Der Arm wird wie gelähmt gehalten und nicht mehr zum Spielen eingesetzt. Der Ellenbogen ist meist leicht gebeugt und der Unterarm immer einwärts gedreht (proniert). Bei ruhigen und kooperativen Kindern ist eine schmerzfreie Beugung und Streckung im Ellenbogen möglich, jedoch keine Drehung des Unterarms.
Bei nicht direkt vorausgehendem Trauma und verzögerter Vorstellung mit seit mehreren Stunden oder ein bis zwei Tagen bestehenden Beschwerden oder Schonhaltung kann sehr selten auch eine septische Ellenbogen-Arthritis vorliegen, bei der ebenfalls eine Schonung in leichter Beugung und deutlicher Pronation erfolgt.

### Röntgen
Ob eine Röntgenaufnahme des Ellenbogen-Gelenks in zwei Ebenen notwendig ist, ist umstritten. Einerseits wird eine obligate Röntgenkontrolle gefordert, um begleitende Knochenbrüche des Radiusköpfchens und distalen Humerus auszuschließen (über deren tatsächliche Häufigkeit keine Angaben vorliegen). Andere Experten halten Röntgenaufnahmen andererseits für entbehrlich und unnötig, wenn die Anamnese und der Befund eindeutig und typisch sind, und nach der Reposition keinerlei Beschwerden mehr bestehen.
Eine Röntgenaufnahme einer Radiusköpfchen-Subluxation ist unauffällig, es besteht keine sichtbare Verschiebung des Radiusköpfchen zum Capitulum humeri, im Gegensatz zur echten Radiusköpfchen-Luxation. Echografisch ist auch kein Erguss nachweisbar.
Es ist beschrieben, dass es bereits durch den Röntgen-Assistenten zur Wiedereinrenkung (Reposition) kommen kann, da für eine exakte frontale (a.p.) Aufnahme des Ellenbogens der Unterarm in voller Streckung und voller Auswärtsdrehung (Supination) gehalten werden muss.

### Sonographie
Mit Hilfe einer Ultraschalluntersuchung kann sowohl das knorpelige Radiusköpfchen als auch dessen Stellung dargestellt werden, gleichfalls kann bei einer dynamischen Untersuchung und guter Auflösung des Sonographiegerätes das Ringband direkt abgebildet werden.

## Therapie
Es gibt mehrere Repositionstechniken, alle beinhalten eine kräftige Supination. In seltenen Fällen kann es passieren, dass ein Rand des Ringbandes einklappt und somit zum „Repositionshindernis“ wird. Eine häufige Repositionstechnik ist die gleichzeitige Streckung unter Zug und Auswärtsdrehung (Supination) des Unterarms. Gelegentlich wird mit dem Daumen Druck von radiodorsal auf das Radiusköpfchen des Unterarmes ausgeübt (Chassaignac-Handgriff) – obwohl keine echte Luxation vorliegt und dadurch nur ein höherer Druck auf das zurückgeschlagene Ringband statt auf das Radiusköpfchen ausgeübt wird. Eine andere Technik ist die kraftvolle und zügige Supination des in 90° gebeugten Ellenbogens.
Eine Narkose ist nicht erforderlich. Die Besserung tritt – zum Erstaunen der Angehörigen – unmittelbar ein: Der Arm wird wieder normal bewegt und benutzt. Eine anschließende Ruhigstellung oder weitere Kontrolle ist nicht notwendig.
Gelegentlich erfolgt die Vorstellung erst verzögert, teils mehr als 24 Stunden später. Dann ist eine sofortige Beschwerdefreiheit nach Reposition oftmals nicht zu erzielen, auch kann es leicht, selbst im Schlaf, zur erneuten Subluxation kommen. Dann wird zur Schonung ein Oberarmgips in Supination für einige Tage bis zwei Wochen empfohlen.
Das Risiko einer erneuten Radiusköpfchen-Subluxation liegt bei 5 %, daher sollte den Eltern unbedingt geraten werden, das Kind nicht an der Hand hochzuziehen. Häufig wiederkehrende Subluxationen gelten auch als Indikation für eine drei- bis sechswöchige Ruhigstellung im Oberarmgips – neben der ernsthaften Erörterung der Subluxations-Ursache mit den Eltern.